# 螢光蕈
螢光蕈（英語：bioluminescent fungi），為會發出螢光的真菌界生物總稱，目前已發現螢光蕈都在傘菌目底下。至2013年為止，世界上已發現74種螢光蕈。